# Miquel Villalonga Coll
Miquel Villalonga Coll (Maó, 1971 – 15 de gener de 2015), va ser un músic, activista cultural i estudiós de cultura popular i festiva, lligat especialment a la Colla de Geganters de Maó d'ençà del 1994. L'any següent, juntament amb un petit grup, hi va introduir la gralla, instrument llargament perdut a Menorca. Formaria part d'aquesta colla de grallers, no només com a sonador, sinó també com a professors fins a la seva mort. També va formar part, com a tabalista, de Colla de Diables de Maó, en què a la darrera tapa hi va introduir també la tarota. També havia après a tocar l'acordió i a casa tenia una petita col·lecció d'instruments d'arreu del món. Després d'haver fet feines diverses, va ser en una botiga de música on va desenvolupar la seva darrera etapa professional. Arran de les seva recerca sobre la cultura popular de Menorca, especialment pel que fa a la música, i els gegant, maternitzada principalment en dues publicacions (tot i que va fer xerrades arreu dels Països Catalans), va ser nomenat vocal de la Comissió assessora de la Cultura Popular Menorquina del Consell Insular de Menorca. A més a més, va ser l'encarregat de restaurar els gegants de la ciutat de Maó, en Tomeu i na Guida, més d'una vegada i també va ser el creador d'en Miquelet es Salero, pel qual també en va compondre un ball. La política va ser molt important en la seva vida, va ser una persona de conviccions obertament comunistes i antibel·licistes (de fet, havia estat participat dels moviments d'insubmissió al servei militar obligatori) i habitual en els cercles d'Esquerra de Menorca - Esquerra Unida.

## Obres
- Villalonga Coll, Miquel. 2013. Les dues històries d’en Tomeu i na Guida. Tornaveu, 24/09/2013.
- Villalonga Coll, Miquel. 2008. Colla de Diables de Maó: 10 anys de foc. Il·lustracions: Xec Febrer Martí. Maó.
- Miquel Villalonga Coll. 2007. Música per a una festa. Il·lustracions de Malayerba. Ciutadella: Col·lectiu Folklòric de Ciutadella.
- Villalonga Coll, Miquel. 2004. Gegants de Mercadal i Fornells : 25 anys de presència a les nostres festes patronals. Dins Programes de les festes de Sant Martí (es Mercadal), p. 27-38.
- Villalonga Coll, Miquel. 2002. En Tomeu i na Guida : una història gegant. Maó.